# Institut de recherche et d'histoire des textes
Institut de recherche et d'histoire des textes (česky Ústav pro výzkum a dějiny textů), zkráceně IRHT je francouzská výzkumná instituce v rámci CNRS. Její hlavní sídlo je v Paříži na Avenue d'Iéna v 16. obvodu a od roku 1977 má pobočku v Orléans. Ústav se zabývá kodikologickým výzkumem středověkých rukopisů a dějinami textů, které vznikly v oblasti Středomoří. Výzkum zahrnuje časové období od antiky až do rozšíření knihtisku ve 2. polovině 15. století. Ústav od svého založení v roce 1937 historikem Félixem Gratem (1898–1940) shromažďuje mikrofilmy rukopisů a diapozitivy jednotlivých stran a detailů iluminovaných rukopisů. Sbírky zahrnují zhruba 55 000 filmů a 95 000 diapozitivů, které tvoří základ jedné z mnoha databází, které provozuje ústav online. K jeho projektům patří též zpřístupňování kopiářů duchovních panství ve středověké Francii. Od roku 1979 koordinuje IRHT systematické mikrofilmování rukopisů ve veřejných a univerzitních knihovnách v celé zemi s výjimkou Francouzské národní knihovny, která své fondy zpřístupňuje vlastními prostředky.

## Činnost
IRHT provozuje několik projektů:
- Ædilis: Publications en ligne de l'IRHT (Publikace online) – koordinuje přístup k různým webovým stránkám[1]
- INITIALE. Catalogue de manuscrits enluminés (Katalog iluminovaných rukopisů) – zpřístupňuje iluminované rukopisy ve francouzských knihovnách kromě Národní knihovny[2]
- ENLUMINURES – obsahuje vyobrazení z více než 5000 rukopisů uložených zhruba ve 100 městských knihovnách[3]
- Liber Floridus. Les manuscrits médiévaux enluminés des bibliothèques de l'enseignement supérieur (Středověké iluminované rukopisy v knihovnách vyššího vzdělávání) – zpřístupnění iluminovaných rukopisů v knihovnách Bibliothèque Mazarine a Bibliothèque Sainte-Geneviève v Paříži[4]
- Pinakes: Textes et manuscrits grecs (Řecké texty a rukopisy) – soupis řeckých rukopisů do 16. století ve formě katalogů zahrnuje celý svět. V roce 1971 projekt založil Pontifical Institute of Mediaeval Studies v Torontu a v roce 1993 IRHT převzal dohled nad redakcí textů a dalším vývojem databáze.[5]
- BUDÉ: Base Unique de Documentation Encyclopédique (Jednotná databáze encyklopedické dokumentace) – texty období humanismu[6]
- Telma: Répertoire des cartulaires médiévaux et modernes (Rejstřík středověkých a moderních kopiářů) – soupis kopiářů pocházejících z Francie a Belgie od 9. do 18. století[7]
- JONAS: Répertoire des textes et des manuscrits médiévaux d'oc et d'oïl (Rejstřík středověkých textů a rukopisů v jazycích langues d'oc a langues d'oïl) – v roce 2002 začal soupis textů a rukopisů, kodikologických poznámek a bibliografických informací pro tyto dvě jazykové skupiny. Od roku 2009 probíhá spolupráce s výzkumnými týmy na univerzitách v Chieti, Parmě, La Sapienza v Římě a Stockholmu s cílem zahrnout veškerou epickou, lyrickou a didaktickou literaturu na toto téma[8]
- Medium: Gestion des reproductions de manuscrits (Správa reprodukcí rukopisů) – zpřístupňuje fotografickou a mikrofilmovou sbírku IRHT[9]
- Telma: Traitement électronique des manuscrits et des archives (Digitální úprava rukopisů a archivů) – portál pro různé druhy online publikací a tematických portálů[10]